# Pizza, birra, faso
Pizza, birra, faso (Übersetzung: Pizza, Bier, Zigarette oder Pizza, Bier, Joint) ist ein argentinischer Spielfilm aus dem Jahr 1998. Das Filmdrama mit Elementen eines Heist-Movies handelt von einer Gruppe junger Straßenräuber in Buenos Aires und gilt als Schlüsselfilm des neuen argentinischen Kinos (nuevo cine argentino) um die Jahrtausendwende, in dem angesichts der sozialen Spaltung in der Menem-Ära und der sich ankündigenden Wirtschaftskrise Protagonisten aus der Unterschicht und aus sozialen Randgruppen in den Mittelpunkt rücken.

## Handlung
Der etwa 20-jährige Kleinkriminelle Cordobés wohnt mit seiner schwangeren Frau Sandra und seinen drei Freunden Pablo, Frula und Megabom in einem besetzten Haus in Buenos Aires. Ihren bescheidenen Lebensunterhalt, bei dem sie sich weitgehend mit Pizza, Bier und Zigaretten begnügen, bestreiten die vier jungen Männer durch Überfälle, meist in Zusammenarbeit mit einem korrupten Taxifahrer. Da dieser jedoch nur wenig von der Beute an sie abgibt, beschließen sie eines Tages, selbst nach einer größeren „Arbeit“ Ausschau zu halten. Nachdem die nicht an den Gaunereien beteiligte Sandra nach einer Attacke von Cordobés auf einen Straßenmusikanten mit amputierten Beinen für eine Nacht festgenommen wird, verlässt sie das Haus, zieht zu ihrem Vater und beabsichtigt erst zurückzukehren, wenn Cordobés eine legale Arbeit gefunden hat.
Nach einem mäßig erfolgreichen Trickdiebstahl in einer Schlange von Bewerbern auf eine Arbeitsstelle fährt Cordobés zu Sandra und versucht sich mit ihr zu versöhnen, indem er ihr verspricht, nicht mehr zu stehlen. Sein Versprechen hält nicht lange: Schon kurz darauf versuchen die vier mit der Hilfe eines neuen Bekannten aus dem kriminellen Milieu, Rubén, ein Luxusrestaurant auszurauben. Die Beute entspricht jedoch nicht ihren Erwartungen, zudem müssen sie einem Polizisten Schmiergeld zahlen. Auch haut Rubén die vier bei der Verteilung der Beute übers Ohr. Sie begeben sich in eine Diskothek und bemerken dort beim Eintreten, das diese ein lohnendes Ziel für einen Überfall wäre.
Sie planen den Coup so, dass sie direkt danach mit der Fähre über den Río de la Plata nach Uruguay fahren; Cordobés beauftragt die nichtsahnende Sandra, die Fahrkarten zu kaufen. Zunächst jedoch rächen sie sich am Taxifahrer, indem sie vorgeben, wieder einen Überfall mit ihm auszuführen. Auf dem Weg täuschen sie eine Auseinandersetzung vor und übernehmen mit Hilfe ihres Opfers, einer älteren Frau, die Kontrolle über das Taxi. Sie rauben dem Fahrer Geld, Waffen und Auto und setzen die Frau am Flughafen ab, wo sie jedoch die Polizei ruft.
Später überfallen sie die Diskothek, doch plötzlich kreuzt die Polizei auf, die das gestohlene Taxi erkannt hat. Nur Pablo und Cordobés, der von einem Türsteher angeschossen und schwer verletzt wird, können fliehen; Frula und Megabom bleiben schwer verwundet am Tatort zurück. Pablo erbeutet einen Kleinwagen, wird aber kurz darauf von der Polizei verfolgt. Es gelingt Pablo jedoch Cordobés zum Hafen zu fahren, wo bereits Sandra auf ihn wartet. Angesichts seines schlechten Zustandes sagt er ihr jedoch, sie solle zum Wohle des Kindes alleine fahren und gibt ihr die Beute. Zwei Polizisten werden auf ihn aufmerksam, als er, mit seiner Kraft am Ende, noch am Ufer zusammenbricht. Am Ende hört man den Polizeifunk, aus dem hervorgeht, dass Cordobés seiner Schusswunde erlegen ist und Pablo ebenfalls nach einem Duell mit einem Polizisten erschossen wurde.

## Produktion
Pizza, Birra, Faso war der erste Spielfilm in voller Länge des uruguayisch-argentinischen Regisseurs Adrián Caetano, der zuvor in einer Filmhochschule in Frankreich studiert hatte. Er wurde mit einem Budget von 400.000 US-Dollar mit Laiendarstellern in drei Monaten gedreht. Die Idee geht auf ein Treffen Caetanos mit Bruno Stagnaro im Jahr 1995 „bei einem Bier und einer Pizza“ zurück.

## Rezeption

### Kommerzieller Erfolg
Der Film kam am 15. Januar 1998 in die argentinischen Kinos und wurde zu einem Überraschungserfolg.

### Preise
- Cóndor de Plata 1998: Bester Film, Bestes Originaldrehbuch, Bestes Filmdebüt, Bester Neudarsteller (Héctor Anglada)[1]

### Kritik
Der Film wurde von der Kritik sehr positiv aufgenommen und zum Schlüsselfilm eines Neuen Argentinischen Kinos gekürt.
Laut Malena Verardi (2009) ist die auffälligste Neuerung in diesem und den anderen Filmen, die dieser Bewegung zugerechnet werden, die neuartige Einbeziehung des räumlichen Elements in die Handlung. Die Stadt sei in Pizza, Birra, Faso nicht nur Ort der Handlung, sondern werde als weiterer Protagonist dargestellt, und ihre soziale Teilung mittels scharfer Trennlinien und Kontraste verdeutlicht. So bewegen sich die Protagonisten zwischen dem Elendsviertel Villa 31 und der weniger als einen Kilometer davon entfernten noblen Einkaufsstraße Florida nebst dem Bankenviertel; die preisgünstige Stamm-Pizzeria der Protagonisten Ugi's, in der selbst die Essensreste noch von Bettlern verwertet werden, kontrastiere mit dem Luxus-Restaurant, das sie überfallen. Dabei würden die Orte der gehobenen Schicht, die für die Protagonisten unerreichbar sind, fast immer in Außenansicht gezeigt und in den wenigen Innenaufnahmen etwa des Restaurants die Unruhe der Protagonisten durch Kameratechniken hervorgehoben. Der Río de la Plata als Grenze der Stadt (und Argentiniens zu Uruguay) symbolisiere die Hoffnung auf ein besseres Leben, das in Buenos Aires für die Protagonisten nicht möglich sei. Diese sozialkritischen Elemente seien mit dem Stil klassischer Kriminal- und Actionfilme kombiniert, der besonders den Schlussteil dominiert.
Santiago García hob in einer Kritik für die Zeitschrift Leer Cine die Authentizität der Figuren und Situationen hervor. Die eigentliche Neuerung sei die Leistung der Darsteller, die sich als Persönlichkeiten der Straße sähen und auch so sprächen. Der Film verzichte dabei auf einen moralisch erhobenen Zeigefinger. So sei die Szene, in dem zwei der Protagonisten einen hinkenden Musikanten bestehlen, geradezu das Manifest des Films. Gut und Böse seien nicht klar erkennbar. Als Extra seien die Protagonisten von einem romantischen, tragischem Heldentum erfüllt, so opfern sie sich in den letzten Filmminuten für den jeweils Anderen auf, bis nur noch Sandra mit dem ungeborenen Kind als einzige Überlebende übrigbleibt.
Ricardo García Oliveri (Clarín) gab dem Film die Note sehr gut. Er thematisiere zwar ein auf den ersten Blick normales Thema, einen gescheiterten Raubüberfall mit einer eingebauten Romanze, versetze den Übeln der Epoche, der Ungerechtigkeit, fehlenden Solidarität und Gleichgültigkeit aber am Ende eine schallende Ohrfeige. Für den argentinischen Film sei die Authentizität der Darsteller bemerkenswert. Das Regisseurduo habe eine gute Hand dabei bewiesen, sich in die Protagonisten hereinzuversetzen.
Claudio España (La Nación) bewertete Pizza, Birra, Faso mit exzellent und hob die Leistung Angladas hervor, der dem Film Spontanität verleihe. Die Sprache der Sprache sei anthropologisch detailliert gearbeitet und auch sonst benutze der Film in Dialogen, Kameraführung und Schnitt eine akademische Sprache.